# Vredesverdrag van 1762

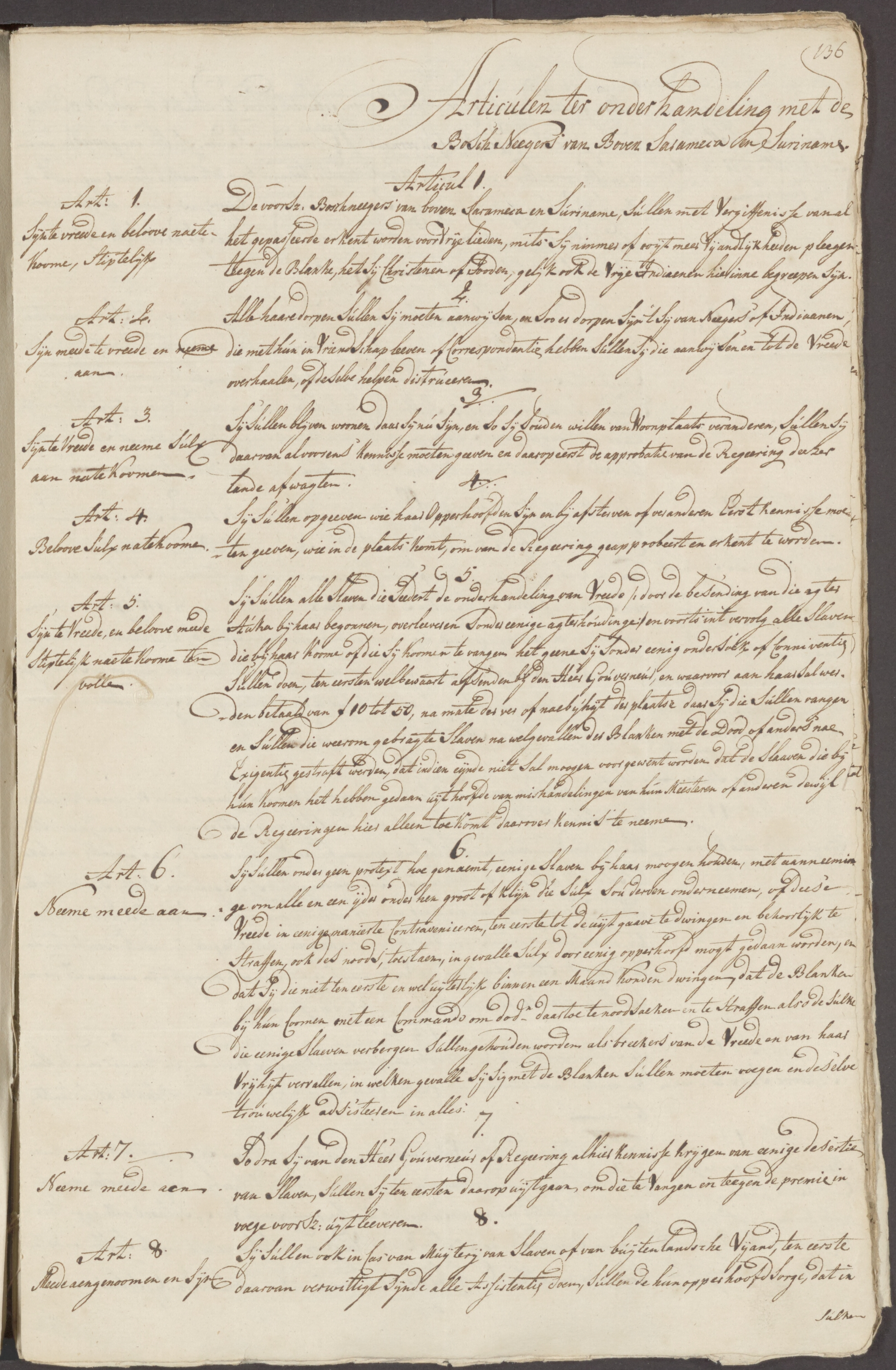
Eerste pagina van Articulen van vreede met de Saramecasche boschneegers gesloten op den 19 september 1762

Op 19 september 1762 werd in Suriname het vredesverdrag tussen de Saramaccaners en het gouvernement gesloten. In het verdrag werden de Saramaccaners als vrij mens erkend. Het verdrag volgde op het Vredesverdrag van 1760 afgesloten met de Aukaners. De ondertekening van het verdrag wordt herdacht tijdens Saamaka Daka.

## Afspraken
Door het verdrag werd het mogelijk om vaste nederzettingen te stichten. In de vredesverdragen werden gebieden aangewezen waar men zich mocht ophouden. Dit was steeds op grote afstand van de plantages. Het was niet toegestaan om ontsnapte slaven op te nemen in hun gelederen. 
Met aanvallen op de plantage voorzagen de marrons zich van materialen die ze niet zelf produceerden. Als compensatie werden deze goederen jaarlijks door de koloniale overheid geleverd. Dit laatste wierp onder een deel van de Saramaccaners grote weerstand op, zij splitsten zich af en werden de Matawai. In 1769 werd met hen het vredesverdrag met de Matawai afgesloten.
Het verdrag werd in 1835 herzien.

## Verdragsartikelen
De artikelen luidden:
1. De Boschnegers van Saramacca en Suriname zullen als vrije lieden erkend worden.
2. Zij zullen de dorpen aanwijzen, in dit verdrag begrepen.
3. Zij zullen niet van woonplaats veranderen, dan met goedkeuring der Regering.
4. Zij zullen kennis geven wanneer zij van opperhoofden veranderen, die de Regering zal erkennen.
5. Zij zullen al de slaven, die sedert de vredes-onderhandeling bij hen gekomen zijn, overgeven, en daarvoor van f 10: - tot f 50: - genieten, en ook alle nieuwe, die zich bij hen zullen vervoegen, overleveren.
6. Zij zullen onder hen geene slaven dulden en de overtreders dezer conditie zullen gestraft worden.
7. Zij zullen, des verzocht wordende, in het vangen der wegloopers behulpzaam zijn, tegen eene premie en belooning.
8. Zij zullen alle muiterij tegengaan, en de Blanken tegen eenen buitenlandschen vijand behulpzaam zijn.
9. Zij vermogen niet dan met vijf of zes naar Paramaribe te komen, en moeten zich aan den Gouverneur vertoonen.
10. Jaarlijks is het hun, tot vijftig in getal, vergund, het vee, hout en katoen, aan de Wanica-kreek in Saramacca of aan Victoria in de Suriname te komen, waarvan acht à tien naar Paramaribo mogen gaan, doch niet gewapend zijn of na acht ure op straat komen. (Dit Artikel gaf bedenking, en zij drongen aan, dat aan hen, even als aan de Aucaners, het uitgaan na acht ure vergund wierde.
11. Respect aan de Blanken bewijzen, zullende in het tegengesteld geval gestraft worden, hetgeen met Blanken, die hen beleedigen, ook zal plaats hebben.
12. Zij zullen geen bijzonder verdrag met die van Auka aangaan.
13. Zij geven vier gijzelaars, alle kinderen van opperhoofden.
14. De presenten zullen zij op Victoria komen afhalen.

## Spreiding

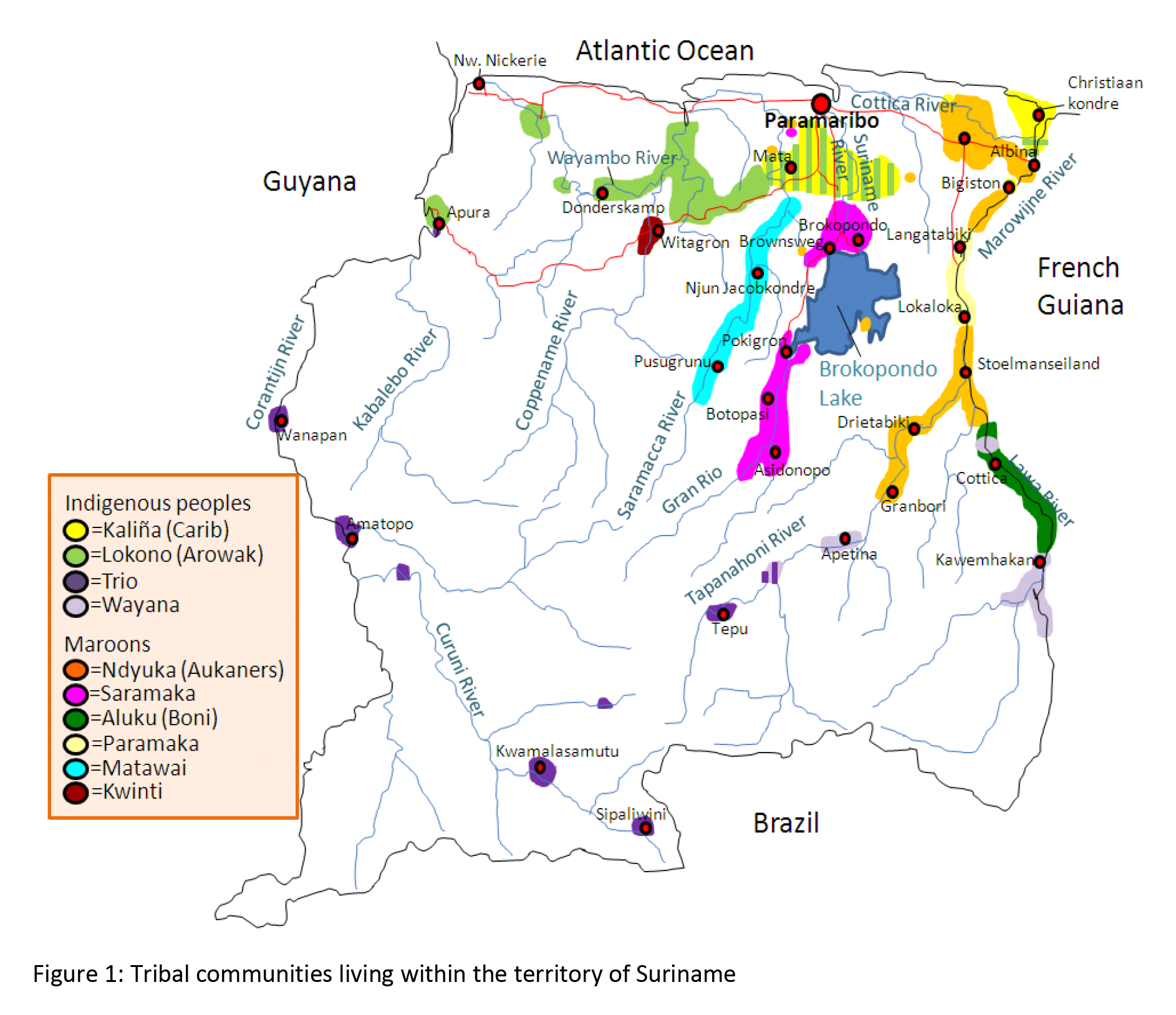
Spreiding van de inheemsen en marrons: Saramaccaners in het paars